# Robert Topala
Robert Topala, né le 23 février 1987 à Upplands Väsby (Suède), est un développeur de jeux vidéo suédois, notamment connu pour avoir développé le jeu de reflexes en die and retry Geometry Dash.
Il est également connu sous le nom de RobTop ou RubRub sur les réseaux sociaux et de Zhenmuron sur Newgrounds.

## Enfance
Il est né le 23 février 1987 en Suède. Il a grandi en jouant à notamment Super Mario Bros, il s'est intéressé aux jeux vidéo de plateforme très jeune.

## Carrière
Le 18 décembre 2007, il s'associe avec deux amis pour créer l'animation "Constant Struggle", sur le site Newgrounds , il décrit le jeu comme: "un projet amusant qui pourrait même me rapporter un peu d'argent". Le 6 juin 2010, Robert Topala a créé le jeu vidéo de plateforme Web Bounce Ball Thingy , sur Newgrounds, le développant alors qu'il étudiait à l'université en génie civil qu'il a ensuite abandonné pour s'intéresser davantage à l' industrie du jeu vidéo.
Le 7 février 2012, il rejoint la société de jeux vidéo Rune Digital Games (également connue sous le nom de Rune Digital Handelsbolag). L'équipe de 3 personnes comprenait le fondateur Niklas Dennerstäh et Daniel Rocque Bengtsson, tous deux amis/collègues de Robert. La même année, ils développaient le jeu vidéo sur plate-forme pour appareils mobiles ( iOS et Android ) Forlorn , étrangement, il a remporté le Swedish Video Game Award , dans la catégorie "Meilleur jeu vidéo mobile" de 2012, bien qu'il n'ait jamais été publié. En 2013, ils développaient Kingdom Escape , mais il n'est finalement pas sorti non plus.  
Topala a décidé de travailler seul et a fondé RobTop Games en 2013, une société destinée à la production, à la distribution et au développement de jeux vidéo. Le premier jeu vidéo produit par RobTop Games était Boomlings , un jeu vidéo de réflexion sorti le 5 novembre 2012 pour les appareils mobiles.  La société a continué à produire des jeux vidéo, notamment Memory Mastermind (2013) et Boomlings MatchUp (2013) .
Le 29 avril 2013, le jeu vidéo de plateforme Geometry Jump fut annoncé , plus tard son nom sera changé en Geometry Dash ,  car Apple n'a pas autorisé l'utilisation de ce nom. Il a été développé en quatre mois avec des connaissances de base en programmation ,  est sorti le 13 août 2013 pour les appareils mobiles et le 22 décembre 2014 pour la plateforme de distribution numérique Steam ( Microsoft Windows et macOS ),.   Il a mentionné dans une interview : « Il n'y avait pas vraiment de plan détaillé pour Geometry Dash , cela commençait simplement avec un écran d'un cube qui pouvait s'écraser et sauter, à travers différentes interactions. "J'ai continué à ajouter de plus en plus de fonctionnalités et d'options, jusqu'à ce que le jeu soit confortable."  Lorsque Geometry Dash a été mis à jour vers la mise à jour 1.9 le 9 novembre 2014, il incluait un système de musique personnalisé avec prise en charge de Newgrounds.  
Il réside actuellement à Uppland .  En 2017, il a été finaliste du concours de Jeune Entrepreneur de l'année en Suède, et au final fini 2ème.Le 13 mars 2017, Topala et Nicolae Topala ont fondé Fäbodarna AB, une société destinée à la possession et à la gestion de biens immobiliers, à l'élevage, à la transformation et à la vente de chevaux de sport, ainsi qu'à la formation d'activités associées. Parallèlement aux postes de supervision de Pär Tomas Randér.  